# Кен-Фонсгрив
Кен-Фонсгри́в (фр. Quint-Fonsegrives, окс. Quint e Fontsagrivas) — коммуна во Франции, находится в регионе Юг — Пиренеи. Департамент — Верхняя Гаронна. Входит в состав кантона Тулуза-8. Округ коммуны — Тулуза.
Код INSEE коммуны — 31445.

## География

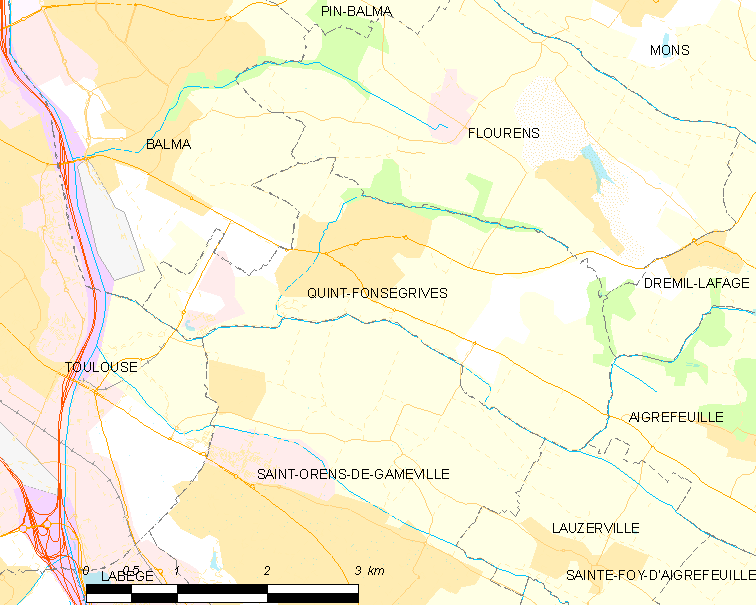
Карта коммуны

Коммуна расположена приблизительно в 590 км к югу от Парижа, в 7 км к востоку от Тулузы.
На юге коммуны протекает река Сон.

## Климат
Климат умеренно-океанический. Зима мягкая и снежная, весна характеризуется сильными дождями и грозами, лето сухое и жаркое, осень солнечная. Преобладают сильные юго-восточные и северо-западные ветры.

## Население
Население коммуны на 2010 год составляло 4850 человек.
| 1962 | 1968 | 1975 | 1982 | 1990 | 1999 | 2010 |
| ---- | ---- | ---- | ---- | ---- | ---- | ---- |
| 301  | 749  | 2247 | 2711 | 3261 | 4474 | 4850 |

## Экономика
В 2010 году среди 3082 человек трудоспособного возраста (15—64 лет) 2241 были экономически активными, 841 — неактивными (показатель активности — 72,7 %, в 1999 году было 69,7 %). Из 2241 активных жителей работали 2087 человек (1055 мужчин и 1032 женщины), безработных было 154 (78 мужчин и 76 женщин). Среди 841 неактивных 378 человек были учениками или студентами, 318 — пенсионерами, 145 были неактивными по другим причинам.

## Достопримечательности
- Церковь Св. Петра (XIII век)
- Особняк Ле-Туретт (XVIII век). Исторический памятник с 1978 года[4]

## Города-побратимы
- Лейрия (Португалия, с 2010)